# Евсевия (игуменья Арзамасского Николаевского монастыря)
Евсе́вия (XVIII век, Ичалово — 1821, Арзамас) — деятельница Русской православной церкви, настоятельница Николаевского монастыря в Арзамасе, блаженная.

## Биография
Евсевия родилась бедной крестьянской семье в селе Ичалове Ардатовского уезда Нижегородской губернии в конце XIX века. Точный год рождения неизвестен. В юном возрасте поступила в Арзамасский Николаевский монастырь, и со временем, в 1801 году стала его игуменьей, занимая этот пост до своей смерти.

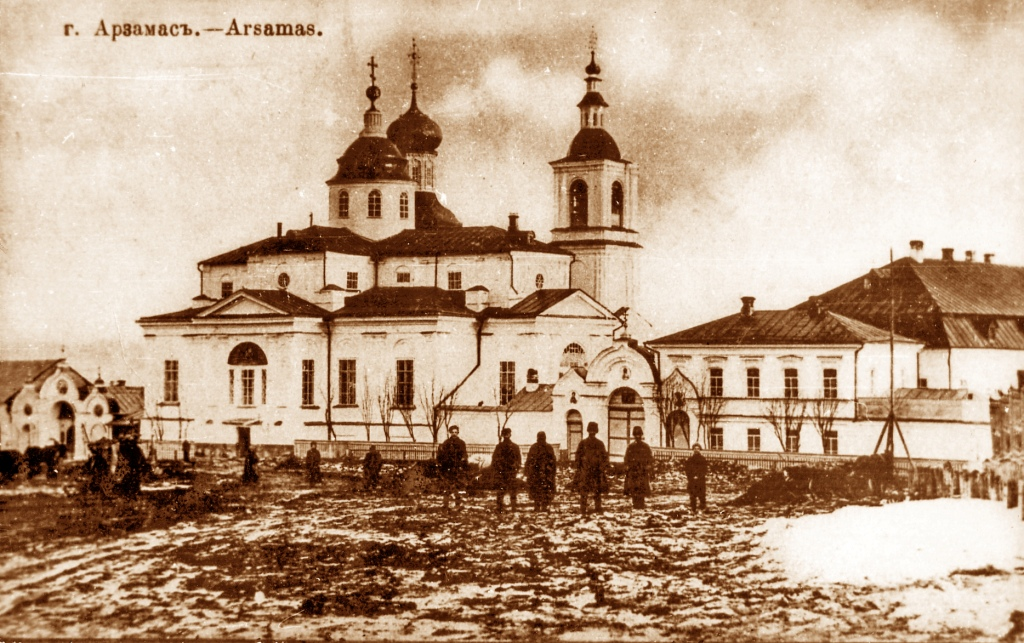
Николаевский женский монастырь в конце XIX — начале XX века

За время руководства монастырём сделала больше, чем все остальные его игуменьи вместе взятые — так по описи было построено зданий на 125 000  рублей (для сравнения: на постройку примерно в то же время соседнего Воскресенского собора было затрачено (320 000 рублей). В 1811 году взамен старой Богоявленской церкви в монастыре была возведена новая церковь того же имени с двумя приделами: правым во имя Боголюбской иконы Божьей Матери и левый во имя Всех Святых. Внизу размещалась больничная церковь во имя иконы «Всех скорбящих Радость». Скончалась в 1821 году.

## Предание
Существует предания об эпизоде жизни матушки Евсевии. Управлявшийся ей Николаевский женский монастырь располагается на высоком холме в центре Арзамаса, вдали от реки Тёши и источников воды. Из-за роста числа монахинь (количество которых достигло 200) стал ощущаться недостаток воды. Среди монастыря начали рыть колодец, углубились на 17 сажен (около 36 метров), но так и не смогли добраться до водоносного слоя. И однажды во сне игуменье Евсевии якобы явился некий старец и сказал ей, что под церковью у них стои́т икона Николая Чудотворца, которую надлежит опустить в сухой колодец, отслужить молебен, и вода явится. Так и сделали, и вода действительно явилась. А икону сочли чудотворной и стали называть «Мокренький Батюшка Николай Чудотворец».